# فرودگاه باری
فرودگاه باری (به انگلیسی: Bari Airport) (به زبان بومی: Aeroporto di Bari) یک فرودگاه همگانی با کد یاتا BRI است. این فرودگاه در شهر باری (ایتالیا) کشور ایتالیا قرار دارد و در ارتفاع ۵۴ متری از سطح دریا واقع شده‌است.

## شرکت‌های هواپیمایی و مقصدهای پروازی
| شرکت‌های هواپیمایی                                          | مقصدهای پروازی |
| ---------------------------------------------------------- | --- |
| ایجین ایرلاینز اجرا توسط المپیک ایر                        | فصلی: آتن چارتر فصلی: رود |
| ایر دولومیتی                                               | مونیخ |
| آلیتالیا                                                   | لینیت، لئوناردو دا وینچی-فیومیچینو، مادر ترزای تیرانا |
| آلیتالیا اجرا توسط آلیتالیا سیتی‌لاینر                      | لینیت، لئوناردو دا وینچی-فیومیچینو |
| آسترین ایرلاینز                                            | فصلی: وین |
| بلو پاناروما ایرلاینز اجرا توسط بلو پاناروما ایرلاینز      | مادر ترزای تیرانا (آغاز از ۳۰ اکتبر ۲۰۱۷) |
| بلو ایر                                                    | تورین کاسله |
| بریتیش ایرویز                                              | فصلی: گاتویک |
| کوندور فلوگدینست                                           | فصلی: فرانکفورت |
| ایزی‌جت                                                     | گاتویک، میلانو مالپنسا |
| الین‌ایر                                                    | فصلی: سالونیک |
| یورو وینگز اجرا توسط جرمن‌وینگز                             | کلن بن، اشتوتگارت فصلی: دوسلدورف، هامبورگ |
| لوفت‌هانزا اجرا توسط لوفت‌هانزا سیتی‌لاین                     | فرانکفورت (آغاز از ۳۰ اکتبر ۲۰۱۷) |
| لوکزایر                                                    | فصلی: لوگزامبورگ - فیندل |
| مریدیانا                                                   | فصلی: اولبیا - کاستا اسمرالدا |
| میسترال ایر                                                | پره‌تولا، مووستار، مادر ترزای تیرانا فصلی: سفلوونیا، کورفو، کونو لوالدیگی، پائو پیرنه، رود، شرم‌الشیخ، صوفیه، بن گوریون، تیوات، زاکینثوس چارتر فصلی: بول، زادر |
| رایان‌ایر                                                   | باووایس-تیلی، اوریو آل سریو، برلین شونفلد، بلوونی گوگلیلمو مارکونی، کگلیاری-الماس، بروکسل جنوب شرلروآ، کریستف کلمب جنوا، فرانکفورت-هان، کارلسروهه/بادن-بادن، جان لنون لیورپول، استانستد لندن، مادرید-باراخاس (آغاز از ۳۱ اکتبر ۲۰۱۷), مالت، نورنبرگ، گالیله، لئوناردو دا وینچی-فیومیچینو، سن پابلو (آغاز از ۳۰ اکتبر ۲۰۱۷)، ترویزو، فریولی ونتزیا جولیا، تورین کاسله، ویزه فصلی: دوبلین، ماستریخت آخن، والنسیا |
| سوئیس اینترنشنال ایرلاینز اجرا توسط سوئیس گلوبال ایر لاینز | فصلی: زوریخ |
| ترانساویا.کام                                              | فصلی: اسخیپول آمستردام |
| ترکیش ایرلاینز                                             | آتاترک |
| ولوتی                                                      | کاتانیا-فونتاناروسا، پالرمو، ونیز مارکو پولو، ورونا فصلی: آتن، هراکلین، ایبیزا، ملی جزیره میکناس، اولبیا - کاستا اسمرالدا، پالما د مایورکا، ملی اکتیون، ملی سادورینی، ملی جزیره اسکیاتوس، زاکینثوس |
| ویولینگ                                                    | بارسلونا-ال پرات |
| ویز ایر                                                    | هنری کواندا، بوداپست فرنک لیست، کلوژ-نپوکا، کاتوویتس، پراگ رازیون، ریگا، صوفیه، ترایان وویا، ویلنیوس، شوپن ورشو |